# 乌塔航空579号班机事故
俄罗斯乌塔航空579号班机是一架由伏努科沃国际机场飞往索契国际机场的国内航班。2018年9月1日，这架载有6名机组成员和164名乘客的波音737-800客机在索契降落时冲出跑道后起火，导致机上18人受伤。机上所有170人生还，但索契机场的一名职工因心脏病发作而死亡。

## 航机相关
本次事故中的波音737客机于2002年交付瑞恩航空，2009年退役。2011年，乌塔航空租用了此架飞机，直到其坠毁。

## 事故过程
客机于当地时间00:30从伏努科沃国际机场起飞，到达索契时执行了两次重飞。飞机在第三次尝试降落时冲出跑道。其于当地时间02:57触地，停在姆济姆塔河的河床上，随后起火。机上有18人受伤，伤势包括烧伤及一氧化碳中毒。俄罗斯交通运输部确认索契机场的一名职工在事故中突发心脏病死亡。
据报道，事发时索契当地有雷暴，事故导致飞机腹部、机翼和发动机受损。机场有关人员称事故引发的火灾在8分钟内被扑灭。

## 事后调查
事发两天后，国际航空委员会发布称已找到失事客机的飞行记录仪并成功提取出其中的数据。另一方面，委员会邀请了美国国家运输安全委员会和英国航空事故调查局共同调查事故。俄罗斯侦察委员会也展开了刑事调查。